# Backsteinhaus produktion
backsteinhaus produktion ist eine Stuttgarter Tanztheaterkompanie.
Die Kompanie wurde 2007 von Nicki Liszta, die an der Fontys Dance Academy in Tilburg Tanztheater studierte, gegründet. Mitglieder sind die Choreografin und Künstlerische Leiterin Nicki Liszta, der Komponist und Musiker Heiko Giering und die Tänzerin und Geschäftsführerin Isabelle von Gatterburg. Zu jeder Produktion ergänzen internationale Künstler unterschiedlicher Disziplinen das Team. Seit 2016 arbeitet backsteinhaus produktion in Kooperation mit dem Theater Rampe.

## Produktionen

### Eigenproduktionen
- Platonia (Premiere: 6. Juni 2018, Theater Rampe, Stuttgart)
- Humans are strangers (Premiere: 15. März 2018, 22. Internationales Solo-Tanz-Theater-Festival Stuttgart 2018)
- Wolfgang (Premiere: 12. Oktober 2017, Theater Rampe, Stuttgart)
- Headless (Premiere: 23. Februar 2017, Theater Rampe, Stuttgart)
- Ten million steps (Premiere: 22. November 2016, Theaterhaus Stuttgart)
- A piece of cake (Premiere: 5. März 2015, Lübecker Straße 6, Stuttgart-Hallschlag)
- Forever Medea (Premiere: 19. Juni 2014, OST – Freie Szene im Depot, Stuttgart)
- Phases (Premiere: 10. Februar 2014, Theaterhaus Stuttgart)
- Absent (Premiere: 19. Juli 2013, Theaterhaus & Kulturhaus Arena, Stuttgart)
- Die Anderen (Premiere: 7. Juni 2012, Theaterhaus Stuttgart)
- Superbia (Premiere: 28. September 2011, Wagenhallen, Stuttgart)
- Der sich den Wolf tanzt (Premiere: 23. Mai 2011, Theaterhaus Stuttgart)
- Das Lux-Protokoll (Premiere: 16. Dezember 2010, Rotebühltheater, Stuttgart)
- Femme Fatale (Premiere: 24. Oktober 2009, Rotebühltheater, Stuttgart)
- Avatar (Premiere: 11. Juni 2009, Rotebühltheater, Stuttgart)
- zwischen häuten (Premiere: 23. Mai 2008, Rotebühltheater Stuttgart)

### Koproduktionen und Kollaborationen
- Vesper (Produktion für Kinder ab 4 Jahren des Jungen Ensembles Stuttgart (JES) in Kollaboration mit backsteinhaus produktion, Premiere: 9. März 2019, Junges Ensemble Stuttgart)
- Die tonight, live forever oder Das Prinzip Nosferatu von Sivan Ben Yishai (Koproduktion mit dem Theater Rampe und dem Theater Lübeck, Uraufführung: 30. November 2018, Theater Lübeck)
- Abfall der Welt von Thomas Köck (Koproduktion mit dem Theater Rampe, dem Staatstheater Karlsruhe, der Akademie Schloss Solitude und der Akademie für Darstellende Kunst Baden-Württemberg, Uraufführung: 22. Februar 2018, Staatstheater Karlsruhe)
- How to sell a murder house von Sibylle Berg (Koproduktion mit dem Theater Rampe, Deutsche Erstaufführung: 24. März 2017, Garden Campus Vaihingen, Eiermann Areal)
- paradies fluten von Thomas Köck (Koproduktion mit dem Theater Rampe, Premiere: 17. September 2016, Theater Rampe, Stuttgart)
- Bal paré (Koproduktion mit SOZO visions in motion), Premiere: 24. Juli 2014, TIF – Theater im Friedericianum des Staatstheater Kassel
- Freie Sicht von Marius von Mayenburg. (Koproduktion mit dem Theater Aalen, Premiere: 29. September 2012, Theater Aalen)
- Leichenschmaus (Koproduktion mit der Fontys Dance Academy)

## Auszeichnungen & Preise
- Gewinner des Stuttgarter Theaterpreises 2008 mit „zwischen häuten“
- Nominierung für den Stuttgarter Theaterpreis 2010 mit „Avatar“
- Nominierung für den Tanz- und Theaterpreis der Stadt Stuttgart und des Landes Baden-Württemberg 2013 mit „Superbia“
- Gewinner des Tanz- und Theaterpreises der Stadt Stuttgart und des Landes Baden-Württemberg 2015 mit „Absent“
- Ausgewählt als eines der sieben sehenswertesten Heimatstücke 2018 im Tanz-Jahrbuch 2018 mit „Wolfgang“
- Einladung zum Seoul International Dance Festival 2018 nach Korea mit „Wolfgang“
- Nominierung für den Tabori Förderpreis 2018